# Плотина Па Сак Джолайд
Плотина Па Сак Джолайд (тайск. เขื่อนป่าสักชลสิทธิ์) — крупное гидротехническое сооружение на реке Пасак в районе Кхонкэн провинции Лопбури, Таиланд. В результате строительства плотины в районе было создано крупнейшее в центральной части Таиланда водохранилище . Плотина позволяет регулировать уровень воды в реке Пасак, левом притоке реки Чаупхрая, крупнейшей реки Таиланда.
Размеры плотины: ширина составляет 4860 метров, высота плотины — 36,5 метров.  Емкость сооружения — 785 млн. м³ воды при нормальном уровне воды, максимальная мощность — 960 млн. м³. Гидроэлектростанция плотины вырабатывает  около 6.7 МВт. электрической энергии.

## История
Проект плотины Па Сак Джолайд является одним из самых крупных ирригационных проектов в Таиланде. Плотина обеспечивает водой плантации долины реки Пасак и нижней части долины реки Чао Прайя. Плотина снимает проблемы управления водными ресурсами в Бангкоке, позволяя контролировать уровень воды в реках в разное время года. В свое время река Пасак в дождливый сезон часто затопляла земли столичной области.
Проект строительства плотины Па Сак Джолайд был инициирован королем Пумипоном Адульядетом 19 февраля 1989 года. Долина реки Пасак находится в горах Фетчабун. Поскольку водосборная площадь реки довольно узкая, количество воды в реке меняется в разные сезоны. Это было проблемой для сельского хозяйства региона: во время сезона дождей здесь часты бывали наводнения, а в сухой сезон бывала засуха.

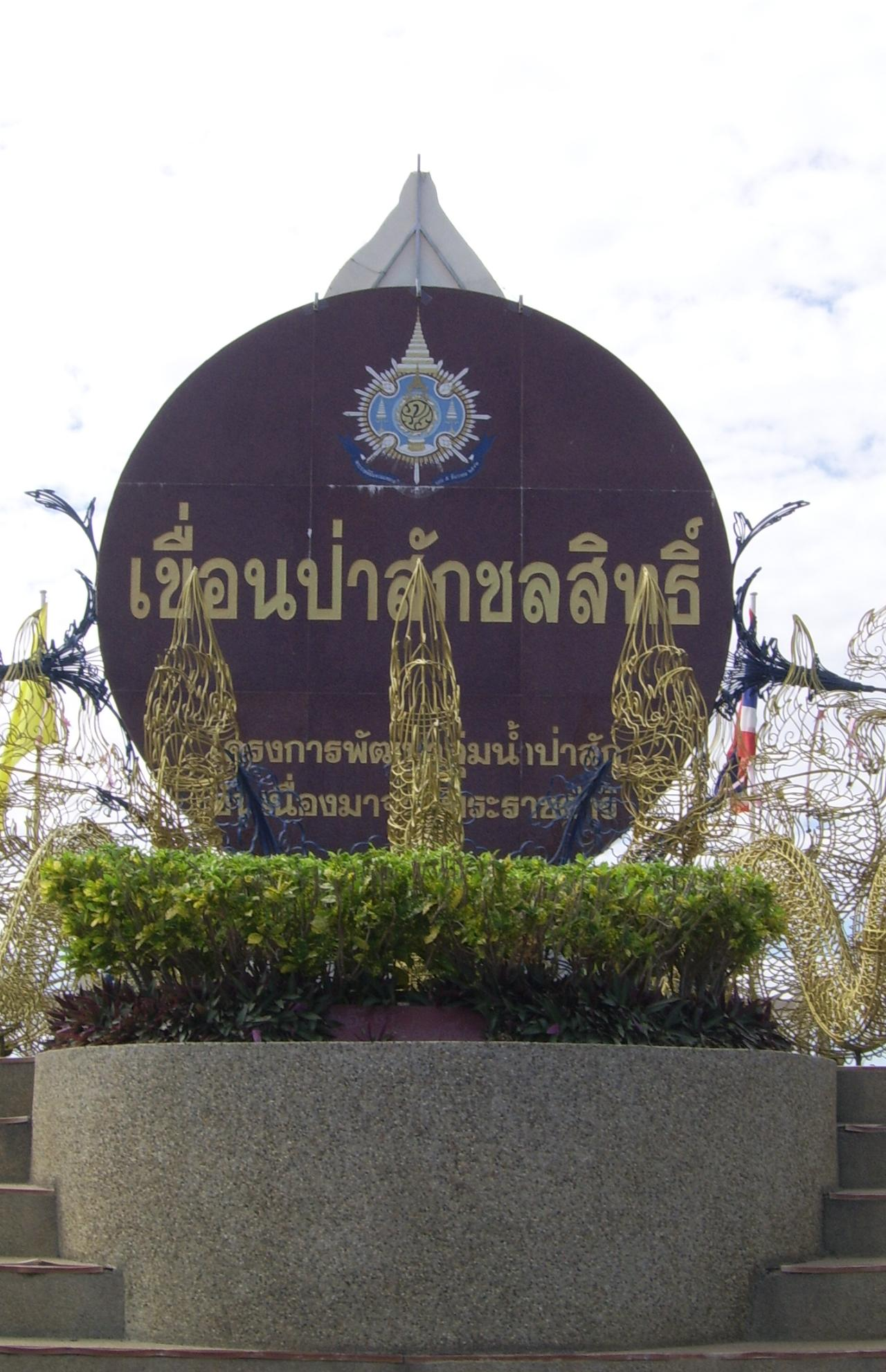
Плотина Па Сак Джолайд

4 июля 1991 года премьер-министр Анан Паньярачун оздал исследовательскую группу для оценки возможности строительства плотины. 20 октября 1991 года король Таиланда Пумипон Адульядет (1946—2016) дал плотине официальное название "Плотина Па Сак Джолайд".
Строилась плотина с гидроэлектростанцией с 1994 по 1999 год. После окончания строительства её размеры составили: ширина — 4860 метров, высота плотины — 36,5 метров.  Емкость водохранилища — 785 млн. м³ воды при нормальном уровне воды, максимальная емкость составила около 960 млн. м³. Гидроэлектростанция плотины имеет мощность около 6.7 МВт. электрической энергии.
15 июня 1998 года принцесса Маха Чакри Сириндорн присутствовала на церемонии пуска плотины. Король Пумипон Адульядет председательствовал на открытии плотины 25 ноября 1999 года.

## Туризм
Водохранилище  Па Сак Джолайд  стало популярным местом отдыха.  В районе плотины функционирует государственная железная дорога Кунг Кхо Джанкшен Буа Яй Джанклин с тремя станциями в районе водохранилища.